# Ra'ed Al-Nawateer
Ra'ed Al-Nawateer (en árabe: رائد عبد الرحمن فريح النواطير‎; Ajlun, Jordania, 5 de mayo de 1988) es un exfutbolista de Jordania que jugaba en la posición de extremo.

## Carrera

### Club
| Periodo   | Club                 |
| --------- | -------------------- |
| 2006-2007 | Al-Jazira Ammán      |
| 2007–2008 | Al-Ahli Amman        |
| 2008–2011 | Al-Jazira Ammán      |
| 2011–2012 | Al-Faisaly Amman     |
| 2012–2013 | Shabab Al-Ordon Club |
| 2013–2014 | Al-Faisaly Amman     |
| 2014–2015 | Al-Jazira Ammán      |
| 2015-2016 | Al-Faisaly Amman     |
| 2016-2017 | Shabab Al-Ordon Club |
| 2017-2018 | Al-Hussein Irbid     |
| 2018      | Al-Ahli Amman        |

### Selección nacional
Jugó para Jordania en 30 ocasiones de 2008 a 2015 y anotó tres goles; participó en la Copa Asiática 2011.

## Logros
- Liga Premier de Jordania (2): 2011-12, 2012-13
- Copa de Jordania (1): 2011-12
- Supercopa de Jordania (1): 2012

## Estadísticas

### Goles con selección nacional
| #  | Fecha      | Sede                                                        | Rival     | Marcador | Resultado | Torneo                                           |
| -- | ---------- | ----------------------------------------------------------- | --------- | -------- | --------- | ------------------------------------------------ |
| 1. | 11-8-2008  | Takhti Stadium, Tehran, Irán                                | Omán      | 2-1      | 3–1       | 2008 West Asian Football Federation Championship |
| 2. | 11-8-2008  | Takhti Stadium, Tehran, Irán                                | Omán      | 3–1      | 3–1       | 2008 West Asian Football Federation Championship |
| 3. | 26-10-2008 | Faisal Al-Husseini International Stadium, Al-Ram, Palestina | Palestina | 1-1      | 1–1       | Amistoso                                         |